# 富田重夫
富田 重夫（とみた しげお、1925年7月4日 -2024年8月21日 ）は、日本の経済学者。慶應義塾大学名誉教授。

## 略歴
岐阜県岐阜市生まれ。1948年慶應義塾大学経済学部卒業、同年助手、1957年専任講師、1966年「現代経済学の体系的理解 方法論的研究」で経済学博士。同年教授。1977年紺綬褒章受章。1991年定年、名誉教授。聖学院大学政治経済学部教授、浜松大学教授などを歴任した。2024年8月21日逝去、享年99歳。同年11月15日のゼミのOBOG会は、当初「富田先生の数え100歳をお祝いする会」の予定であったが、急遽「富田先生を偲ぶ会」に変更されて開催された。

## 著書

### 単著
- 『正統学派, 限界主義およびマルクシズムの体系的理解』（日本評論新社, 1961年）
- 『経済学方法論』（日本評論社, 1966年）
- 『家庭経済学 消費の経済理論』（学文社, 1967年）
- 『経済原論講義要覧』（慶応通信, 1989年）
- 『経済学方法論の探究』（富田重夫論文集編集委員会, 2012年）

### 共編著
- （気賀健三）『経済原論』（学文社, 1959年）
- （気賀健三, 松浦保）『経済原論 全訂版』（学文社, 1964年）
- （千種義人,福岡正夫,大熊一郎）『新版 経済原論 』（世界書院,1970年）
- （大熊一郎）『経済学』（慶応通信, 1981年）

### 翻訳
- N.カルドア, ルイジ・パシネッティ他『マクロ分配理論 ケンブリッジ理論と限界生産力説』（編訳, 学文社, 1973年）

## 論文
- <富田重夫